# خوسيه ماريا كارديناس
خوسيه ماريا كارديناس (بالإسبانية: José María Cárdenas) (2 أبريل 1985 في المكسيك - ) هو لاعب كرة قدم مكسيكي في مركز الوسط. شارك مع منتخب المكسيك لكرة القدم. أما مع النوادي، فقد لعب مع أتلانتي إف سي وسانتوس لاغونا وكلوب ليون ونادي أمريكا ونادي باتشوكا ونادي تيخوانا ونادي موريليا الرياضي.

## وصلات خارجية
- خوسيه ماريا كارديناس على موقع الاتحاد الدولي (مؤرشف)  (الإنجليزية)
- خوسيه ماريا كارديناس على موقع إي إس بي إن إف سي (الإنجليزية)
- خوسيه ماريا كارديناس على موقع قاعدة بيانات كرة القدم.إي يو (الإنجليزية)
- خوسيه ماريا كارديناس على موقع ناشيونال فوتبول تيمز (الإنجليزية)
- خوسيه ماريا كارديناس على موقع Soccerway.com (الإنجليزية)
- خوسيه ماريا كارديناس على موقع AS.com (الإسبانية)